# Guy Nosibor
Guy Nosibor, né le 22 juillet 1954 à Rivière-Salée (Martinique) est un footballeur français évoluant au poste d'attaquant.

## Biographie
Guy Nosibor dispute 30 matchs en Division 1 sous les couleurs du PSG. Il joue par ailleurs pendant 4 saisons au Stade rennais, en Division 2. Au total, il joue près de 300 matchs en D2.

## Carrière
- 1973-1979 :  Paris SG
- → 1977-1978 :  AS Angoulême (prêt)
- 1979-1982 :  Stade rennais
- 1982-1983 :  AS Corbeil-Essonnes
- 1983-1985 :  FC Grenoble
- 1985-1987 :  CO du Puy
- 1987-1989 :  AC Arles[1]